# رون گاتری
رون گاتری (انگلیسی: Ron Guthrie؛ زادهٔ ۱۹ آوریل ۱۹۴۴) بازیکن فوتبال اهل بریتانیا است.
از باشگاه‌هایی که در آن بازی کرده‌است می‌توان به باشگاه فوتبال نیوکاسل یونایتد و باشگاه فوتبال ساندرلند اشاره کرد.